# Логан, Марта Даниэль
Марта Даниэль Логан (англ. Martha Daniell Logan; род. 29 декабря 1704, Крайстчерч, Новая Зеландия — 28 июня 1779, Чарлстон, Южная Каролина, США) — одна из первых американских ботаников, которая способствовала обмену семенами между Великобританией и североамериканскими колониями. Она написала советы для садоводов и была главным собирателем растений, эндемичных для штата Южная Каролина.

## Биография

### Ранняя жизнь
Родилась 29 декабря 1704 года в Сент-Томасе (Южная Каролина), в состоятельной семье. Она была дочерью Роберта Даниэля и Марты Уэйнрайт. Её отец был назначен на два срока на должность генерал-лейтенанта Южной Каролины и являлся торговцем. Марту Даниэль учили читать и писать под наблюдением частного наставника. После смерти отца в 1718 году Марта унаследовала его имущество вдоль реки Вандо. В 1719 году Марта вышла замуж за Джорджа Логана-младшего. В течение следующих шестнадцати лет она родила восемь детей, шесть из них дожили до взрослого возраста. Семья Логан переехала из их имения домой, около плантаций возле Чарлстона, штат Южная Каролина. Марта начала собирать свои ботанические коллекции в лесах.

### Карьера
После смерти мужа в 1742 году Марта понесла финансовые трудности. Она разместила рекламу в газете «Южная Каролина», набирая группу детей для обучения их чтению и письму. Её сын Роберт начал давать объявления о продаже импортных семён, корней цветов, что вызвало дальнейший интерес к садоводству. В 1751 году Марта написала статью «Календарь садовода» для газеты «Южная Каролина».
Несмотря на временный заработок, последующие финансовые трудности вынудили её продать свою плантацию в 1753 году. Марта переехала в Чарлстон и продала редкие семена и корни, а также начала более серьёзно вникать в изучение ботаники. Она продолжала собирать растения, семена и другие растительные материалы, а также начала широко сотрудничать с королевским ботаником того времени, Джоном Бартрамом. Бартрам, который проживал в Филадельфии, обменивался образцами и регулярно общался с Мартой.
Логан умерла 28 июня 1779 года в Чарлстоне в возрасте 75 лет.